# Stazione di Newbridge
La stazione di Newbridge è una stazione ferroviaria che fornisce servizio a Newbridge, contea di Kildare, Irlanda. Fu aperta il 4 agosto 1846 e chiusa al traffico di merci il 6 settembre 1976. Attualmente le linee che vi passano sono il South Western Commuter della Dublin Suburban Rail e la ferrovia Dublino–Cork che collega Dublino con Cork. Da questa stazione si diramano anche le linee, dalla Dublino–Cork che vanno a Galway, Ballina, Waterford e Westport.

## Servizi ferroviari
- Intercity Dublino–Cork
- Intercity Dublino–Galway
- Intercity Dublino–Westport
- Intercity Dublino–Limerick
- Intercity Dublino–Waterford
- South Western Commuter

## Servizi
- Capolinea autolinee
- Biglietteria a sportello
- Biglietteria self-service
- Distribuzione automatica cibi e bevande